# Kitaa

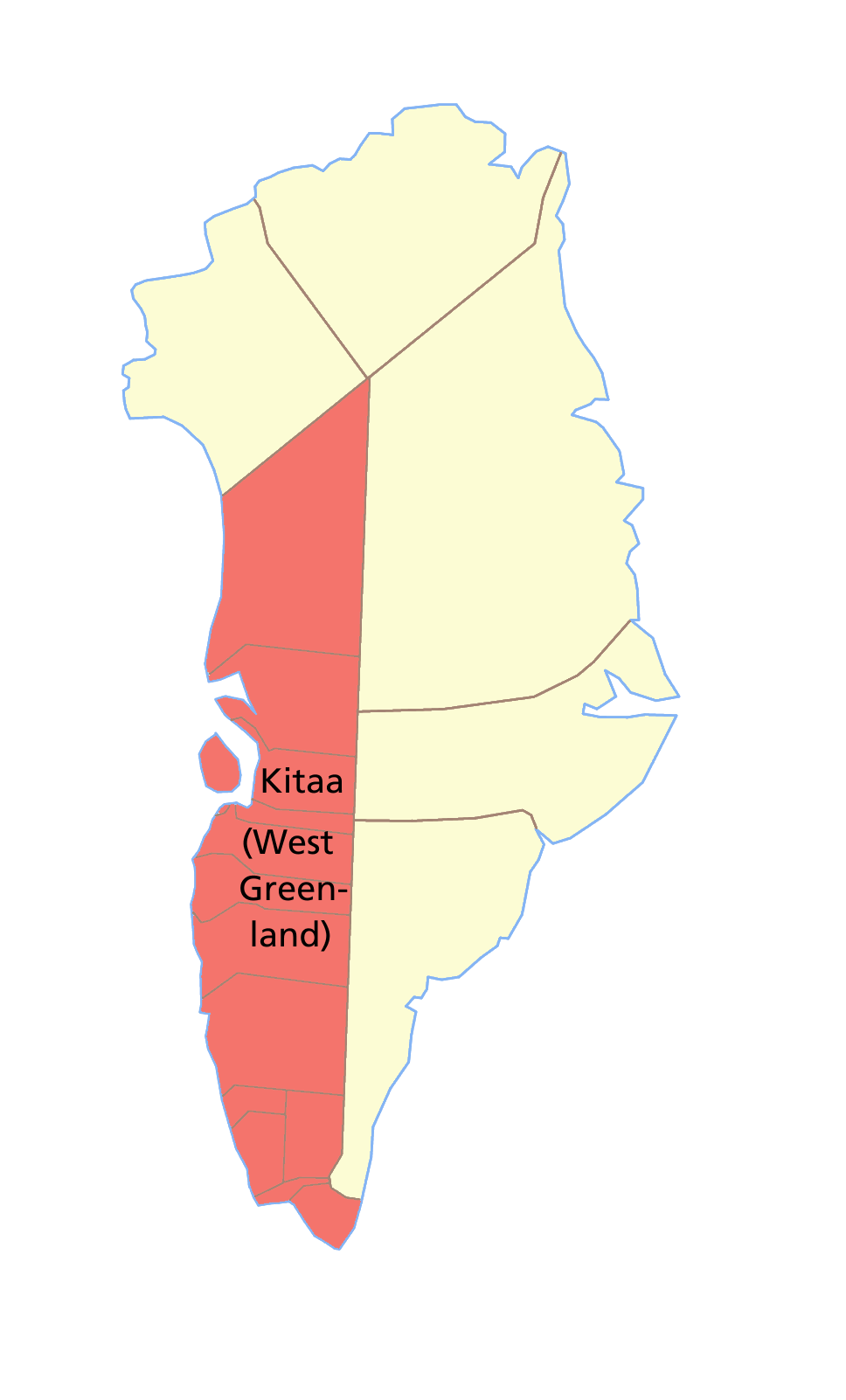
Lage des Landesteils in Grönland

Kitaa („Dessen Westen“, dänisch Vestgrønland „Westgrönland“) ist neben Avanersuaq (Nordgrönland) und Tunu (Ostgrönland) einer der drei traditionellen Landesteile Grönlands.

## Lage
Kitaa umfasst den westlichen Teil Grönlands. Der Landesteil beginnt im Norden in der Melville-Bucht und endet im Süden am Kangerlussuatsiaq (Lindenow Fjord). Administrativ umfasst er 15 der 18 grönländischen Distrikte: Upernavik, Uummannaq, Ilulissat, Qeqertarsuaq, Qasigiannguit, Aasiaat, Kangaatsiaq, Sisimiut, Maniitsoq, Nuuk, Paamiut, Ivittuut, Qaqortoq, Narsaq und Nanortalik. In Westgrönland leben rund 90 % der grönländischen Bevölkerung.

## Geschichte
Kitaa ist der ursprünglich ab 1721 von Hans Egede und seinen Nachfolgern kolonisierte Teil Grönlands und die Heimat der Kitaamiut. Er war ursprünglich in die beiden Landesteile Nord- und Südgrönland unterteilt, was mit dem Gesetz zu Grønlands Styrelse von 1908 untermauert wurde. Im Gesetz zu Grønlands Styrelse von 1925, als Dänemark Anspruch auf die ganze Insel erhob, wurde Grönland in drei Landesteile geteilt, wobei Westgrönland weiterhin in Nord- und Südgrönland geteilt war. Das westgrönländische Nordgrönland wurde nach Norden hin ausgeweitet und umfasste auch das heutige Avanersuaq. Mit der Verwaltungsreform 1950 infolge der G50-Politik wurden das ursprüngliche Nord- und Südgrönland (also Westgrönland) vereinigt und administrativ umstrukturiert, während Avanersuaq ein eigener Landesteil neben West- und Ostgrönland wurde. Westgrönland wurde 1953 dekolonisiert.